# Le Moulin de Léré
 (décembre 2020).
Si vous disposez d'ouvrages ou d'articles de référence ou si vous connaissez des sites web de qualité traitant du thème abordé ici, merci de compléter l'article en donnant les références utiles à sa vérifiabilité et en les liant à la section « Notes et références ».
 (mars 2021).
Pour les articles homonymes, voir Léré.
Le Moulin de Léré ou Auberge du Moulin de Léré, est un auberge restaurant, situé à Vailly en Haute-Savoie.
En janvier 2019, l'établissement reçoit une étoile du Guide Michelin.

## Historique
Le restaurant est aménagé dans un ancien moulin datant du XVIIe siècle situé au lieu-dit de "Léré" sur la commune de Vailly en Haute-Savoie, aux abords du Brevon, il ouvre ses portes en mars 2006. L'ancien moulin est remis en état d'origine, l'établissement produit sa propre farine.
En 2014, de nouveaux propriétaires, le chef cuisinier Frédéric Molina et sa famille reprennent le site.